# Siegbert Tarrasch
Siegbert Tarrasch (Breslavia, 5 marzo 1862 – Monaco di Baviera, 17 febbraio 1934) è stato uno scacchista tedesco.

## Biografia
Siegbert Tarrasch fu cittadino tedesco, sebbene la sua città natale, Breslavia, si trovi oggi in Polonia. È stato uno dei primi giocatori al mondo a fregiarsi del titolo di "grande maestro". Il titolo di Grande maestro internazionale fu conferito formalmente la prima volta dallo zar Nicola II di Russia, che nel 1914 lo assegnò ai cinque giocatori (Lasker, Capablanca, Alechin, Tarrasch e Marshall) finalisti del grande Torneo di San Pietroburgo 1914.
Siegbert vinse il suo primo torneo a Norimberga nel 1883 e divenne ben presto uno dei giocatori più importanti del suo tempo. Era tenuto in altissima considerazione nel suo paese, tanto da venir chiamato Preceptor Germaniae. Non ebbe occasione, tuttavia, di misurarsi subito in un incontro valido per il titolo mondiale con l'allora campione del mondo in carica Steinitz.
I motivi di ciò furono identificati, secondo alcuni biografi, nella difficoltà di conciliare la sua professione di medico con una preparazione indispensabile al match con Steinitz. Ciò non di meno, il suo bilancio nelle quattro partite ufficiali di torneo giocate con Steinitz è largamente positivo: Tarrasch colse tre vittorie (la prima ad Hastings 1895, la seconda l'anno dopo a Norimberga 1896 e la terza a Vienna 1898) ed un pareggio (sempre nel torneo di Vienna, dove si giocava con la formula del doppio girone).
Nel 1893 Siegbert pareggiò (nove vittorie per parte e quattro patte) un combattutissimo match contro il russo Michail Čigorin, che aveva giocato due incontri per il titolo mondiale contro Steinitz.
La chance mondiale gli venne concessa solo nel 1908 contro Emanuel Lasker (che nel 1894 aveva strappato il titolo a Steinitz). I due giocatori non erano in buoni rapporti da quando Tarrasch aveva rifiutato una proposta di Lasker per un match prima che quest'ultimo diventasse campione del mondo; Tarrasch, d'altra parte, era irritato per le richieste del campione del mondo di alti ingaggi per i match. La sconfitta per 8 a 3 (e cinque pareggi) pose fine alle sue velleità di diventare campione del mondo.
Tarrasch contribuì molto allo sviluppo delle idee scacchistiche. Tra le varianti di apertura che prendono il suo nome si annoverano in particolare:
- La difesa Tarrasch del gambetto di donna. Le mosse tipiche di questa apertura sono:

1.d4 d5
2.c4 e6
3.Cc3 c5
L'idea è quella di spingere il bianco a scambiare il suo pedone c4 per quello e6 nero. In questo modo il secondo giocatore gode di un rapido sviluppo e di una posizione aggressiva; in cambio il pedone d5 risulta isolato e quindi debole. Il nero cercherà di mantenere d5 mobile mentre il bianco giocherà spesso per bloccarlo con un cavallo in d4. La lotta risulta spesso violenta ed aperta, molto più che nelle varianti usuali del gambetto di donna rifiutato.
- La variante Tarrasch della difesa francese.

In questa variante, a differenza della continuazione 3. Cc3, il Nero non può inchiodare il cavallo con 3... Ab4 a causa di 4. c3. Tra gli svantaggi vi sono il fatto che il cavallo in questa posizione ha una minore influenza sul centro e chiude temporaneamente lo sviluppo dell'alfiere camposcuro. Il Nero in questa variante ha a disposizione tre continuazioni principali:
3... c5: variante Tarrasch aperta
3... Cf6: variante Tarrasch chiusa
Alcune sue idee non furono concordemente accettate e diedero origine ad una polemica teorica tra lui e Aaron Nimzowitsch, fautore quest'ultimo di idee innovative rispetto a quelle classiche formulate da Tarrasch.
Siegbert Tarrasch disputò ufficialmente 744 partite (307 vittorie, 257 patte e 180 sconfitte).

## Partite notevoli
- Steinitz - Tarrasch, Hastings 1895  – Difesa olandese
- Marshall - Tarrasch, match Tarrasch-Marshall 1905  – Gambetto di Donna
- Tarrasch - Lasker, match Lasker-Tarrasch 1908  – Quattro cavalli
- Capablanca - Tarrasch, San Pietroburgo 1914  – Quattro cavalli
- Nimzowitsch - Tarrasch, San Pietroburgo 1914  – Difesa Tarrasch
- Tarrasch - Réti, Vienna 1922  – Difesa Caro-Kann
- Spielmann - Tarrasch, Maehrisch Ostrau 1923  – Controgambetto Falkbeer